# Maureen Gardner
Maureen Gardner   (Oxford, 12 de novembre de 1928 - North Stoneham, 2 de setembre de 1974), de casada Dyson, fou una atleta anglesa, ja retirada, especialista en curses de tanques, que va competir durant les dècades de 1940 i 1950.
El 1948 va prendre part en els Jocs Olímpics d'Estiu de Londres, on disputà dues proves del programa d'atletisme. Guanyà la medalla de plata en els 80 metres tanques, rere Fanny Blankers-Koen, mentre en els relleus 4x100 metres fou quarta.
En el seu palmarès també destaca una medalla de plata en els 80 metres tanques al Campionat d'Europa d'atletisme de 1950, novament rere Fanny Blankers-Koen. Gardner guanyà quatre campionats nacionals de l'AAA en els 80 metres tanques (1947, 1948, 1950 i 1951).
Un cop retirada es dedicà al ballet. Morí prematurament de càncer el 1975.

## Millors marques
- 100 metres. 12.1" (1947)
- 200 metres. 25.2" (1947)
- 80 metres tanques. 11.2" (1948)[1][5]